# Frente meridional de la invasión rusa de Ucrania
El frente meridional es una teatro de operaciones en curso entre las Fuerzas Armadas de Rusia y las Fuerzas Armadas de Ucrania que comenzó el 24 de febrero de 2022, como parte de la invasión rusa de Ucrania.
En el frente sur, actuando desde el Mar de Azov, el Mar Negro y la península de Crimea, Rusia avanza hacia el norte bloqueando las posibilidades de respuesta de las fuerzas navales ucranianas en el mar de Azov. El 24 de febrero, las tropas rusas tomaron el control del canal de Crimea del Norte, lo que permitió a Crimea obtener suministros de agua para la península, de la que había estado aislada desde 2014. El ataque también avanzó hacia el este, hacia Mariupol, iniciando un asedio de la ciudad y uniendo el frente con las repúblicas independentistas de Dombás.
El 1 de marzo, las fuerzas rusas ganaron la batalla de Melitópol y, el día siguiente la batalla de Jersón. Luego, las tropas rusas avanzaron hacia Nicolaiev, que se encuentra entre Jersón y Odesa. El 4 de marzo, los defensores ucranianos repelieron un ataque a la ciudad y recuperaron la base aérea de Kulbakino. Entre tanto, el 3 de marzo, los rusos iniciaron el asedio de Energodar en un intento de hacerse con el control de la central nuclear de Zaporiyia. Se desarrolló un incendio durante el tiroteo. La Agencia Internacional de Energía Atómica declaró que el equipo esencial no había sido dañado. El 4 de marzo, la central nuclear de Zaporiyia había sido capturada por las fuerzas rusas, pero aunque se informó de incendios, no hubo fugas de radiación.

## Situación
Tras la Revolución de la Dignidad de 2014, Rusia se anexionó la península de Crimea de Ucrania. Bajo un gobierno de facto, las tropas rusas ocuparon Crimea durante los ocho años siguientes. La presencia militar rusa en la península aumentó durante la crisis ruso-ucraniana de 2021-2022 en más de diez mil efectivos adicionales.

## Cronología

### Ofensiva Rusa

#### Febrero

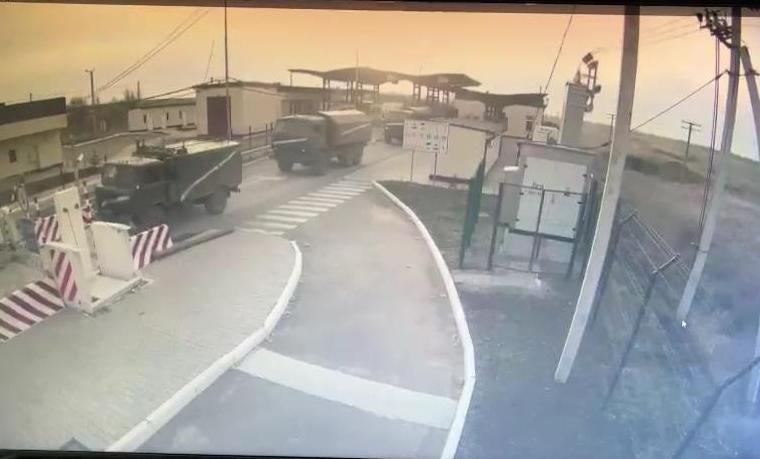
Ingreso de las Fuerzas Armadas de Rusia desde Crimea hacia el óblast de Jersón.

Poco después de que el presidente ruso Vladímir Putin anunciara una operación militar en Ucrania, la fuerza aérea rusa comenzó a lanzar misiles de crucero y misiles balísticos contra objetivos dentro de varias ciudades del óblast de Jersón. Con apoyo aéreo, las Fuerzas Armadas rusas cruzaron entonces hacia dicha región a través de zonas de Crimea previamente anexionadas por Rusia en 2014.
La Armada rusa utilizó un bloqueo naval en el mar Negro para limitar el apoyo de Ucrania a las unidades situadas cerca del óblast de Jersón, así como para restringir el comercio y el flujo de mercancías al sur de Ucrania. A las 3:30h de la madrugada, hora local, Ucrania cerró toda la navegación comercial en el mar de Azov, lo que dejó a más de cien barcos atrapados en los puertos.
Al anochecer, los rusos llegaron a la ciudad de Jersón y se enfrentaron a los ucranianos en la batalla homónima. Los rusos intentaron cruzar el río Dniéper por el puente Antonovskiy. A pesar del cruce inicial por parte del ejército ruso, las fuerzas mecanizadas ucranianas pudieron recuperar el puente.
En la mañana del 25 de febrero, las fuerzas rusas rodearon la ciudad de Nova Kajovka. También se desbloqueó el canal de Crimea del Norte, con lo que se anuló un antiguo bloqueo naval impuesto a Rusia tras la anexión de la península. Los combates comenzaron a extenderse al óblast de Zaporiyia cuando las fuerzas rusas avanzaron a través del sureste del óblast de Jersón hacia Melitopol, que luego se rindió al avance de las fuerzas rusas (ver Batalla de Melitopol). Durante la ofensiva el ingeniero militar, Vitaliy Skakun, se inmolo para destruir el  puente Henichesk y retrasar a las fuerzas rusas. Más tarde ese mismo día, las fuerzas rusas capturaron una vez más el puente Antonovskiy y lograron entrar en la ciudad de Jerson.

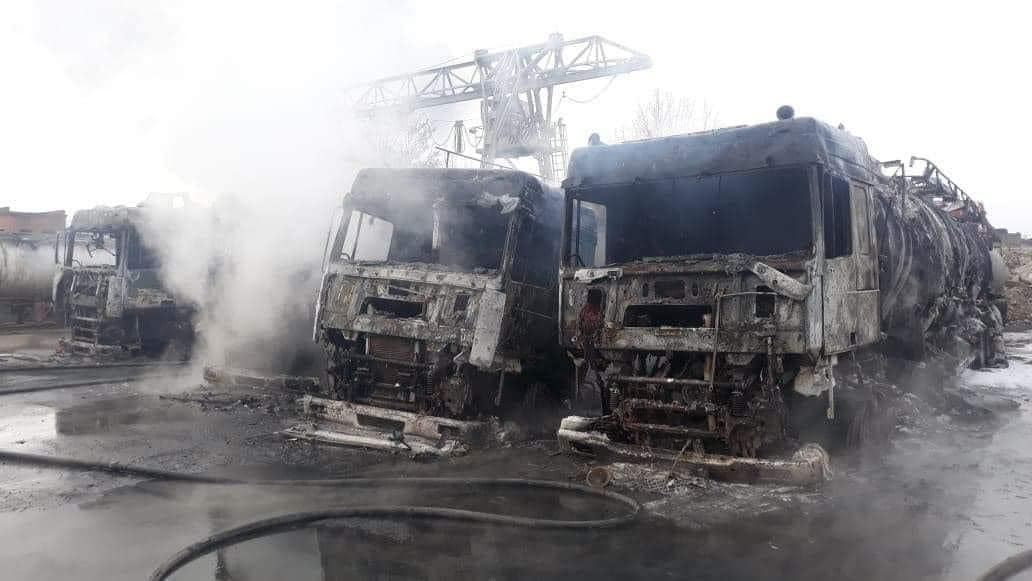
Vehículos quemados en Nicolaiev después de los ataques rusos.

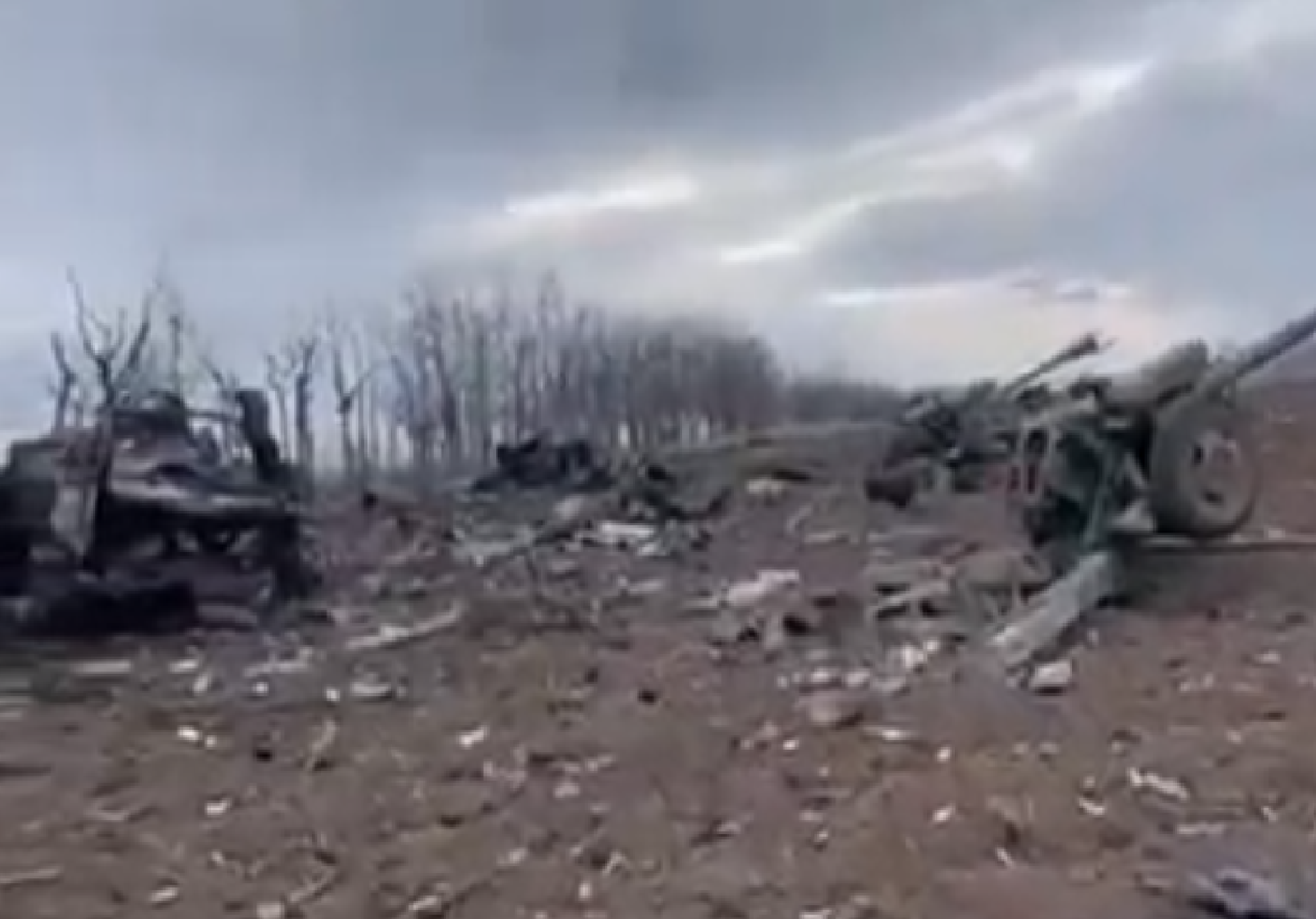
Artillería y vehículos rusos destruidos cerca de Nicolaiev, 3 de marzo de 2022.

El 26 de febrero, según el alcalde de Jersón, Igor Kolykhaev, un ataque aéreo ucraniano obligó a los rusos a retirarse de Jersón, dejando la ciudad bajo control ucraniano. Más tarde, las fuerzas ucranianas recuperaron el puente.
La fiscal general de Ucrania, Iryna Venediktova, afirmó que las fuerzas rusas mataron a un periodista y a un conductor de ambulancia cerca del pueblo de Zelenivka, un suburbio al norte de Jersón. Otro funcionario ucraniano afirmó más tarde que una columna del ejército ruso fue derrotada entre las ciudades de Radensk y Oleshky, ubicadas justo al sur de Jersón.
Durante las horas de la tarde del 26 de febrero, 12 tanques lograron abrirse paso en Kajovka en el río Dniéper y comenzaron a dirigirse hacia Nicolaiev. Vitaly Kim, el alcalde de Nicolaiev, declaró que la ciudad tiene 5 horas para prepararse. También se había preparado artillería y otras armas, y se estaba preparando una defensa completa.
Alrededor de las 18:30 (UTC+2), los tanques estaban en las afueras de Nicolaiev y el alcalde ordenó a los ciudadanos que se quedaran en casa, lo más lejos posible de las ventanas. Poco después, las tropas entraron en la ciudad y una batalla en el Bug Meridional estalló unos 10 minutos después. Según algunos informes, los tanques "pasaban por la ciudad". También hubo avistamientos de grandes incendios en la ciudad.
Las fuerzas rusas avanzaron desde Melitópol hacia Mariúpol, donde ha habido una batalla en curso. Estas fuerzas capturaron el aeropuerto de Berdiansk y rodearon la ciudad de Berdyansk. Las tropas rusas también comenzaron a avanzar hacia la planta de energía nuclear de Zaporiyia.
El portavoz del Ministerio de Defensa ruso, Ígor Konashénkov, afirmó que la ciudad de Gueníchesk y el Aeropuerto Internacional de Jerson habían capitulado ante las fuerzas rusas en la mañana. Más tarde, las fuerzas rusas rodearon y capturaron una parte de Jersón . Finalmente pudieron ingresar a Berdiansk.
Más tarde, el 27 de febrero, un grupo de combatientes romaníes ucranianos supuestamente capturó un tanque ruso cerca de Kajovka. Oleksiy Arestovych, asesor del presidente de Ucrania, declaró que Berdiansk había sido capturado por las fuerzas rusas. Fuentes de defensa ucranianas también declararon que habían capturado partes de Jersón.

#### Marzo

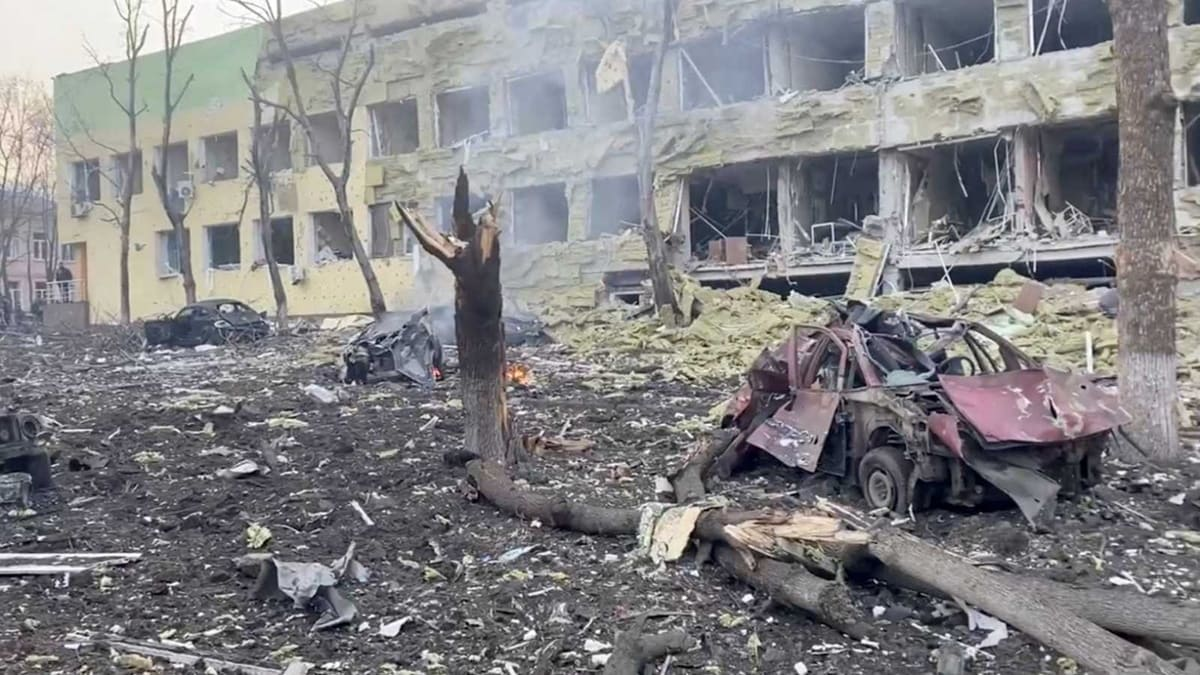
Restos de un hospital bombardeado en Mariupol, 9 de marzo de 2022
.

Tras varios días de enfrentamientos, la ciudad de Jersón fue tomada por tropas rusas. Se hizo un acuerdo con el alcalde de la ciudad de que la ciudad aceptaría la situación a cambio de que la bandera ucraniana continuase ondeando allí, un acuerdo que el alcalde, a causa de la situación, está decidido a cumplir. Con ello la ciudad de Jersón se ha convertido en la primera gran ciudad en caer frente a las tropas rusas.

### Punto muerto y contraataques ucranianos
El 11 de marzo, el gobernador Kim declaró que las fuerzas ucranianas habían empujado a las tropas rusas hacia el este de 15 a 20 kilómetros (9,3 a 12,4 millas) y también habían rodeado algunas unidades que estaban negociando una rendición. Las fuerzas ucranianas declararon que habían destruido dos helicópteros rusos en Skadovsk Raion al día siguiente y uno de los pilotos sobrevivió. En las redes sociales se publicó un video que muestra uno de los helicópteros destruidos[176]. Yakovlev declaró más tarde que Skadovsk había sido "liberada" de las fuerzas rusas cuando abandonaron la ciudad el 10 de marzo, pero se asentaron en sus afueras.[177]
El alcalde de Dniprorudne, Yevhen Matveyev, fue arrestado por soldados rusos, según Starukh. Anteriormente se había unido a las protestas del "escudo viviente" contra la ocupación rusa de la región el 27 de febrero. Las fuerzas rusas también comenzaron a imponer su autoridad en el Óblast de Jersón, imponiendo limitaciones en Nova Kajovka, Kajovka y Tavriisk.
Una columna de fuerzas rusas volvió a entrar en Skadovsk durante la tarde, según su alcalde, y se instaló en uno de los campamentos para niños en las afueras.
El gobernador del óblast de Mykolaiv, Vitaliy Kim, afirmó más tarde que 200 vehículos rusos fueron destruidos y rodeados en Melitopol. Sin embargo, Anton Gerashchenko declaró después que esto había ocurrido cerca de Vasylivka y que las fuerzas ucranianas habían destruido los 200 vehículos de las fuerzas rusas estacionadas cerca de Melitópol usando artillería. Agregó que su sede también fue destruida.
Un ataque aéreo ruso sobre Snihurivka a las 06:00 horas del 14 de marzo mató a un civil y dañó cinco edificios, según el Servicio de Emergencia del Estado.
Según el Ayuntamiento de Mariúpol, 2.357 civiles habían muerto durante el asedio de la ciudad.
El 15 de marzo, el Ministerio de Defensa ruso declaró que las fuerzas rusas habían capturado todo el Óblast de Jersón. Posteriormente, la Fuerza Aérea de Ucrania volvió a atacar la base aérea militar del Aeropuerto Internacional de Jersón y destruyó varios helicópteros rusos.
Gennady Korban, jefe del Estado Mayor de las Fuerzas de Defensa Territorial del óblast de Dnipropetrovsk, declaró que la región estaba preparada para una ofensiva rusa, a diferencia de Jersón y Zaporiyia. Agregó que las fuerzas rusas se estaban organizando en los asentamientos de Velika Oleksandrivka, Novovorontsovka y Arjangelske. Mientras tanto, los barcos de desembarco de la armada rusa se acercaron a la costa de Odesa en tres grupos, incluido el barco de desembarco de la clase Iván Gren, Piotr Morgunov. Aviones de combate y buques de guerra rusos atacaron asentamientos en el Óblast de Odesa durante el día, según funcionarios ucranianos. Los ataques a uno de los asentamientos en la mañana hirieron a dos personas.

### Contraofensiva ucraniana
El 10 de julio, Iryna Vereshchuk, vice primera ministra de Ucrania y Ministra de Reintegración de Territorios Temporalmente Ocupados, instó a los civiles en la región de Jersón a evacuar antes de un próximo contraataque ucraniano allí, pero no dijo cuándo comenzaría el ataque. No se sabía cuántas personas aún vivían en la ciudad de Jersón. El mismo día, el ministro de defensa de Ucrania, Oleksii Réznikov, dijo que el presidente Zelenski había ordenado al ejército recuperar la costa sur ocupada de Ucrania de manos de Rusia, lo que indica una próxima ofensiva en la región.
El 12 de julio, Serhiy Bratchuk, el portavoz ucraniano para la región de Odesa, afirma que las fuerzas ucranianas mataron al jefe de personal del 22.º Cuerpo de Ejército, el general de división Artem Nasbulin, durante un ataque cerca de Jersón con un cohete HIMARS. Ucrania también reclama la muerte de unos cinco coroneles en el mismo ataque. Las fuerzas rusas confirmaron el ataque pero no confirmaron la muerte de los oficiales reclamados por Ucrania. Afirmaron que el cohete ucraniano golpeó un almacén que contenía productos químicos que luego explotaron. Serhiy Bratchuk escribió en Telegram: "Después de un ataque de HIMARS en el cuartel general en la región de Jersón, el mayor general [Artem] Nasbulin, jefe del 22º Cuerpo de Ejército de las Fuerzas Armadas Rusas (unidad militar 73954, Simferópol), fue asesinado. Allí también murió el coronel Kens, cuya muerte anunciamos ayer, y aparte de él, el comandante de la 20.ª división de fusileros motorizados (unidad militar 22220, Volgogrado), el coronel Andréi Gorobyets, jefe del departamento operativo del cuartel general de la 20.ª MRD, Coronel Koval, el jefe de artillería del 20 MRD, Coronel Gordeev. En total murieron más de 150, incluidos 5 oficiales".
El asesor presidencial ucraniano, Oleksiy Arestovych, afirmó el 1 de agosto que Rusia había reunido "30 grupos tácticos de batallón" en el frente sur para una ofensiva del 6 de agosto hacia Krivói Rog y Nicolaiev; esta afirmación no se verificó de forma independiente en ese momento.
El 9 de noviembre el ministro de defensa de la Federación de Rusia, Serguéi Shoigú, informó que las tropas rusa se retiraban de la ciudad de Jersón, que habían tomado el 2 de marzo. En la madrugada del 11 de noviembre llegaban las primeras informaciones sobre la recaptura de la ciudad de Jersón, pudiéndose observar la bandera de Ucrania nuevamente en el edificio de la administración local. Al poco tiempo llegaron tropas ucranianas, las cuales fueron recibidas positivamente por los locales.